# Macropus irma
El walabí irma (Macropus irma) es una especie de marsupial de la familia Macropodidae.
Endémica de la Australia, está restringida al sudoeste de Australia Occidental.